# Dirk Barth
Dirk Barth (* 25. Mai 1944 in Leer) ist ein deutscher Bibliothekar.

## Leben und Wirken
Dirk Barth studierte Anglistik und Germanistik. Nach seinem Staatsexamen für den höheren Schuldienst 1969 promovierte er 1973 im Fach Anglistik an der Universität Marburg/L. mit einer Arbeit über Daniel Defoe. Nach kurzer Zeit als wissenschaftlicher Angestellter am Institut für Ältere Deutsche Philologie der Universität Marburg trat er 1969 als Bibliotheksreferendar an der Universitätsbibliothek Marburg in die Ausbildung für den höheren Bibliotheksdienst ein und legte 1971 an der Bibliotheksschule Frankfurt/M. die Fachprüfung hierfür ab. Von 1971 bis 2005 war er dann als wissenschaftlicher Bibliothekar an der Universitätsbibliothek Marburg beschäftigt. 1979 wurde er zum Bibliotheksdirektor ernannt. Von 1982 bis 2005 stand er dieser Bibliothek als Leitender Bibliotheksdirektor vor. In dieser Zeit wurde an der von ihm geleiteten Bibliotheken ein Modell zur Bibliotheksbenutzung für sehbehinderte Studierende entwickelt.
In seinen Veröffentlichungen beschäftigt sich Barth u. a. mit der Mitbestimmung im Bibliotheksbetrieb, der Arbeit des wissenschaftlichen Bibliotheksdienstes und der Geschichte der Universitätsbibliothek Marburg.

## Schriften
- Prudence im Werk Daniel Defoes (= Europäische Hochschulschriften, Reihe 14, Bd. 13). Lang, Frankfurt/M. 1973, ISBN 3-261-01055-X (Dissertation Universität Marburg).
- Das Mitbestimmungs- und Mitwirkungsmodell der Universitätsbibliothek Marburg. In: Robert Funk (Hrsg.): Betriebliche Mitbestimmung in Bibliotheken. Publikationsabt. des Deutschen Bibliotheksverbands, Berlin 1977, S. 171–190.
- (Mitautor): Bibliotheksentwicklungsplan Hessen. Wissenschaftliche Bibliotheken. Gesamthochschul-Bibliothek Kassel 1981, ISBN 3-88122-082-8.
- (Bearb.): Ordnung und Formung.  Ansprachen zur Verabschiedung von Franz-Heinrich Philipp (= Schriften der Universitätsbibliothek Marburg, Bd. 12). Marburg 1981.
- Zur neueren Geschichte der Universitätsbibliothek Marburg. Eine Einführung. In: Ende und Anfang. Die Universitätsbibliothek Marburg zwischen Vierzig und Fünfzig (= Schriften der Universitätsbibliothek Marburg, Bd. 38). Marburg 1988, S. 3–18, ISBN 3-8185-0015-0.
- (mit Georg Nolte-Fischer): Literatur für blinde und sehbehinderte Studenten. Ein Modellversuch an der Universitätsbibliothek Marburg zur Verbesserung ihrer Literaturversorgung – nicht nur in Marburg. In: Bibliotheksdienst, Bd. 24 (1990), S. 569–579.
- Zu Besuch in kanadischen Hochschulbibliotheken. In: Zeitschrift der Gesellschaft für Kanada-Studien, Bd. 17 (1990), S. 113–126.
- (Mitautor): Techniken zur sehgeschädigtengerechten Umsetzung von Literatur. Bericht aus der Arbeit eines Modellversuchs zur Verbesserung der Literaturversorgung blinder und sehbehinderter Studierende. In: ABI-Technik, Bd. 11 (1991), S. 15–22.
- Wie lange leben Bücher? In: Ulrike Hähner u. a.: Buchrestaurierung. Ein Werkstattbericht (= Schriften der Universitätsbibliothek Marburg, Bd. 56). Marburg 1991, S. 5–55, ISBN 3-8185-0089-4.
- Aus der Arbeit kanadischer Universitätsbibliotheken. In: Ahornblätter, Bd. 4 (1991), S. 49–68.
- Literaturversorgung für sehgeschädigte Studierende. Zum Stand des Marburger Modellversuchs. In: Bibliotheksdienst, Bd. 26 (1992), S. 626–634.
- Blinde Studierende als Bibliotheksbenutzer. Ein Modellversuch. In: Engelbert Plassmann (Hrsg.): Wissenschaftliche Bibliotheken im vereinten Deutschland (= Zeitschrift für Bibliothekswesen und Bibliographie, Sonderhefte, Bd. 54). Klostermann, Frankfurt/M. 1992, S. 115–132, ISBN 3-465-02533-4.
- Vom zweischichtigen Bibliothekssystem zur Einschichtigkeit. In: Zeitschrift für Bibliothekswesen und Bibliographie, Bd. 44 (1997), S. 495–522.
- Die Gründung des Vereins Deutscher Bibliothekare und der erste Deutsche Bibliothekartag in Marburg. Eine Marburger Perspektive. In: Veronica Albrink u. a.: Hundert Jahre nach Marburg. Aktuelle Aufsätze aus der Universitätsbibliothek Marburg (= Schriften der Universitätsbibliothek Marburg, Bd. 102). Marburg 2000, S. 9–31.
- Von der Restaurierung zum Bestandserhaltungsmanagement. In: Bestandserhaltung (= Schriften der Universitätsbibliothek Marburg, Bd. 99). Marburg 2000, ISBN 3-8185-0296-X, S. 9–27.
- Über Berufssorgen und -perspektiven des wissenschaftlichen Bibliothekars. Marburger Erfahrungen. In: Margit Rützel-Banz (Hrsg.): Grenzenlos in die Zukunft (= Zeitschrift für Bibliothekswesen und Bibliographie, Sonderhefte, Bd. 77). Klostermann, Frankfurt/M. 2000, S. 265–275, ISBN 3-465-03062-1.
- Eine Marburger Bücherrückgabe. In: Bibliotheksdienst, Bd. 35 (2001), S. 1358–1363.
- Über Vergangenheit und Zukunft von Ausstellungen in Bibliotheken. In: Bücher, Bilder, Autographen. Ausstellungen in der Universitätsbibliothek Marburg zwischen Kriegsende und Jahrtausendwende (= Schriften der Universitätsbibliothek Marburg, Bd. 106). Marburg 2001, S. 7–17, ISBN 3-8185-0327-3.
- (mit Ralf Brugbauer): Zwischen Fachreferat, Management und Informationstechnologie. Zur Berufswirklichkeit des wissenschaftlichen Dienstes in universitären Bibliothekssystemen. In: Irmgard Siebert (Hrsg.): Bibliothekare zwischen Verwaltung und Wissenschaft. 200 Jahre Berufsbilddebatte (= Zeitschrift für Bibliothekswesen und Bibliographie, Sonderbände, Bd. 111). Klostermann, Frankfurt/M. 2014, S. 81–97, ISBN 3-465-04208-5.